# カンダブ島
カンダブ島（カンダブとう、Kadavu Island）は、フィジーの島。綴りからカダブと読まれることもあるが、フィジー語の発音ではカンダブのほうが原音に近い。面積411平方キロ、人口10167人（2007年）。フィジーで4番目に大きな島である。周囲には火山性の島々が広がり、カンダブ諸島を形成している。
島の中心は中央部にあるブニセア村であり、ここに空港や高校、政府機関が集中している。ブニセアは島を東西に2分するナマラタ地峡に位置する。ビティレブ島にある首都スバから南に88km離れている。
島は東西に細長く、東西は93kmに及ぶのに対し、南北は最も狭いナマラタ地峡で365m、広い所でも13kmである。ナマラタ地峡は北のナマラタ湾と南のガロア湾とに挟まれている。カンダブの地形の特徴は嶮しい山が連なることである。最も高い山は島の西部にあるナブケレブ山で822mである。
カンダブはフィジーでも最も開発の遅れた地方である。山がちな地形のため道路は少なく、住民は自給的な農業を主としている。銀行は島内には存在しない。観光業はあまり盛んではなかったが、シュノーケリングやダイビングを中心に近年観光客が増加しており、リゾートもいくつか建設されるようになってきた。
カンダブ島をヨーロッパ人ではじめて発見したのは、戦艦プロヴィデンスに搭乗したウィリアム・ブライであり、1792年のことであった。